# 魏濟民 (嘉靖進士)
魏濟民（？—？），字子仁，號静山，直隸保定府定興縣人，民籍，明朝政治人物。

## 生平
嘉靖二十八年（1549年）己酉科順天府鄉試第二十七名舉人。嘉靖三十二年（1553年）中式癸丑科會試第三百十三名，廷試三甲第九十九名進士。工部观政，授陕西長安知县，升户部主事，调翼城县。

## 家族
曾祖魏守正，訓導；祖父魏宗武，州吏目；父魏恒，母張氏。兄保民、弟撫民、澤民，俱生员。